# John David Booty
Pour les articles homonymes, voir Booty.
(en) Statistiques sur pro-football-reference
John David Booty, né le 3 janvier 1985 à Shreveport (Louisiane), est un joueur américain de football américain évoluant au poste de quarterback.
Étudiant à l'université de Californie du Sud, il joua pour les USC Trojans.
Il fut drafté en 2008 à la 137e place (cinquième tour) par les Vikings du Minnesota. Après un passage dans cette franchise, puis dans celle des Titans du Tennessee, il joue désormais aux Texans de Houston.

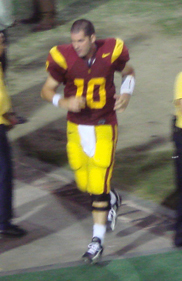
John David Booty sous le maillot des Trojans